# Douze balles dans la peau
Douze balles dans la peau (I'll Get You for This) est un roman policier de l’écrivain britannique James Hadley Chase publié en 1946 à Londres, aux éditions Jarrolds Publishers Limited. Il est édité aux États-Unis en 1951 par Avon à New York.
Le livre paraît en français en 1948 dans la collection La Tour de Londres, créée en Belgique par l'éditeur britannique Nicholson & Watson. La traduction est signée Alain Glatigny. Le roman ne paraîtra dans la Série noire qu'en 1954. L'action se situe dans la ville fictive de Paradise Palms, en Floride.

## Résumé
Chester Cain, le narrateur, est revenu de la guerre depuis quatre mois, qu'il a passés à accumuler 20 000 dollars en jouant « dans les tripots de New York ». Cela ne s'est pas fait sans énerver de mauvais perdants, et Cain  en a tué cinq, toujours en état de légitime défense, ce qui lui vaut une solide réputation de tireur au pistolet ou revolver. Il entend dépenser ses dollars lors de vacances tranquilles dans un palace de Floride. Mais son renom semble l'avoir précédé : le directeur du casino et le maire se mettent en quatre pour lui offrir une première soirée de VIP. C'est un piège et Cain se retrouve accusé d'avoir abattu le rival du maire, qui règne par la corruption et utilise, en plus de la police, des hommes de main. Pour s'en sortir, Cain ne peut compter que sur une demoiselle qui refuse de lui faire porter le chapeau, un pêcheur et son épouse, un détective privé tout frais sorti de cours par correspondance, un gardien de prison cocu, un journaliste géant, et son entraînement au tir bien utile dans une ville qui se transforme en champ de bataille au son des sirènes et des mitraillettes de la police.
Il réussit à délivrer sa belle d'une prison défendue comme Fort Knox, repérer un trafic de fausse monnaie, obtenir l'appui du FBI et semer la zizanie parmi ses adversaires, jusqu'au triomphe : la chute du maire corrompu et de toute son équipe. Sauf un tueur qui a résolu de prouver (comme dans un western) qu'il est plus rapide que Cain, et de se venger par la même occasion. Cain a beau s'installer, avec sa jeune épouse, en Californie, à l'autre extrémité des États-Unis, le malheur les rattrape pour une dernière épreuve.

## Personnages principaux
- Chester Cain, démobilisé depuis quatre mois : « Ma pelote faite, et la Buick achetée, je me suis amené à Paradise Palms, fin prêt pour mes vacances[8]. » « Ecoutez-moi bien : il n'y a pas de meilleur bougre que moi tant qu'on me fiche la paix. Mais quand on se met à me bousculer, ça m'énerve, et quand je suis énervé, il m'arrive de devenir mauvais[9]. »
- Don Speratza, patron du casino de Paradise Palms. « Il était aussi bien balancé qu'un homme peut souhaiter l'être, bâti comme une armoire à glace, avec des yeux noirs dont le blanc était aussi blanc que de la porcelaine, et des cheveux assez longs qui bouclaient un peu sur ses tempes[10]. »
- Ed Killeano, maire de Paradise Palms. « [...] un petit homme trapu, avec un grand chapeau noir, fit son entrée. Il me faisait penser à Mussolini secouant le poing à son balcon[11]. »
- John Herrick, rival de Killeano pour les proches élections municipales. « - Il a l'air de tenir beaucoup à ce que Paradise Palms reste une ville honnête et propre, dis-je sèchement[9]. »
- Franck Brodley, avocat de Herrick.
- Flaggerty, chef de la police de Paradise Palms. « Il avait une sale gueule toute plate et il m'observait avec des yeux brillants de haine[12]. »
- Claire (en anglais : Clair) Wonderly, embauchée par Speratza, mais deviendra Madame Cain. « [...] je parierais que chaque fois qu'elle traverse un cimetière, les macchabées se relèvent avec un petit sifflement admiratif[13]. »
- Hyams et Solly, policiers en civil au service de Flaggerty.
- Tim Duval, propriétaire d'un canot très rapide, qu'il loue à Cain ; il lui prête aussi une voiture et l'aide de son mieux.« Il était noirci par le soleil qui avait décoloré ses cheveux et les avait rendus tout jaunes. Il n'avait pas l'air commode, mais ça ne devait pas être un mauvais bougre[14]. »
- Hetty Duval, son épouse. « Elle portait un peu moins de quarante-cinq ans, et sa figure au teint de brique était fort énergique. »
- Loïs Spence, maîtresse de Juan Gomez : elle était en relation avec John Herrick. « Au moment où elle me dépassait, enveloppée dans un nuage de Numéro 5 de Chanel, je remarquai son expression empreinte du plus suprême dédain et ses yeux évocateurs d'étranges péchés[15]. »
- Juan Gomez, dit le Basque, champion de pelote. « il était très sûr de lui et plein d'arrogance. Je le vis saluer la foule de la main. Il avait d'ailleurs le droit d'être arrogant : jamais je n'avais vu un si beau mâle[16]. »
- Jed Davis, journaliste, prêt à aider discrètement Cain. « [...] un vrai géant. Il avait une figure ronde et violacée. Ses petits yeux étaient hardis. Il portait un complet de tweed qu'il semblait ne pas avoir retiré depuis qu'il l'avait acheté; l'achat ne devait pas dater d'hier![17] »
- Bat Thomson, « l'homme de main de Killeano. C'est un dur de Detroit; ne vous y trompez pas, mon vieux, c'est un vrai tueur[18]. »
- Tom Mitchell, gardien de prison. « Flaggerty couche avec sa femme, Mitchell le sait, mais il ne peut rien faire[19]. »
- Maxison, entrepreneur de Pompes funèbres à Paradise Palms.
- Edna Robbins, gardienne-chef de la prison de femmes « - Il serait temps de flanquer Edna Robbins à la porte, continua le docteur. C'est une sadique[20]. ».
- Clairbold, détective privé, a suivi les cours par correspondance de l'École des détectives de l'Ohio ; d'une efficacité tout à fait inattendue. « Il avait une bonne figure poupine et sa barbe blonde était mal rasée. Il avait des yeux curieux et un peu effrayés. Ses dents avançaient, ce qui lui donnait l'air d'un gentil lapin[21]. »
- Jack Hoskiss, inspecteur de la police fédérale à Miami. « C'était un grand type costaud, avec des cheveux d'un noir de jais, un gros visage bien en chair et des yeux malicieux[22]. »

## Structure du roman
Les six chapitres portent un titre, ce qui est rare chez James Hadley Chase, et sont chacun subdivisés en 6 à 8 sous-chapitres numérotés.
Les titres des chapitres résument l'action :
- Pièges
- Poursuite
- Coups de feu
- Feu à volonté
- Contrepoint
- Règlement de comptes

## Éditions françaises
- Nicholson & Watson, coll. « La Tour de Londres » no 13, 1948.
- Gallimard, coll. « Série noire » no 186, (1954)  (ISBN 2070471861)[23];
- Gallimard, coll. « La Poche noire » no 94 (1969)  (ISBN 9782071024406) ;
- Gallimard, coll. « Carré noir » no 34 (1972)  (ISBN 2070430340).

## Adaptation cinématographique
L'œuvre a servi de base à une adaptation cinématographique par le réalisateur américain Joseph M. Newman. Le film, avec George Raft et Coleen Gray, a été diffusé en 1951 en Grande-Bretagne sous le titre du roman : I'll Get You for This, et aux États-Unis sous le titre Lucky Nick Cain.